# Un-American Activities
Un-American Activities es el décimo álbum de estudio de la artista sueca de synth-pop Molly Nilsson editado en 2024, el título del álbum proviene del nombre en inglés del Comité de Actividades Antiestadounidenses (en inglés: House Committee on Un-American Activities). Fue grabado entre enero y marzo de 2024 en Los Ángeles, Estados Unidos, en el marco del Programa Villa Aurora que se realiza donde fue la casa de Lion Feuchtwanger, siendo así este álbum, junto al EP Sólo Paraíso - The Summer Songs (grabado en Buenos Aires, Argentina), sus únicos álbumes grabados fuera de Berlín, y es el primero en usar colores y una foto suya (aunque censurada) en la portada. El álbum conmemora el 140° nacimiento de Feuchtwanger.

## Grabación
El Programa Villa Aurora se realiza por medio de Musicboard Berlin en colaboración con Thomas Mann House, en Los Ángeles, Estados Unidos, en donde fue la casa de Lion Feuchtwanger, escritor, poeta y primer oponente al régimen nacionalsocialista en la Alemania de los años 1930. La estancia consiste en tres meses durante alguna parte del primer trimestre del año, y solo es aplicable para artistas que trabajan y viven en Berlín. El programa en su sitio web dice que "concede a un músico pop berlinés una residencia para el intercambio interdisciplinario, así como la oportunidad de trabajar en proyectos artísticos propios". Molly Nilsson logró ser seleccionada en 2023 para tener una beca de residencia artística en dicho programa, para residir en el sitio entre enero a marzo de 2024, donde escribió y compuso Un-American Activities.

## Lanzamiento
Sin hacer anuncios previos, Molly Nilsson editó por medio de su canal de YouTube el primer sencillo avance de Un-American Activities, "Palestine (Somewhere Over The Rainbow)" el 18 de mayo de 2024, luego se publicó por el mismo medio "Excalibur" el 18 de junio de 2024, el 3 de julio apareció el clip de "The Communist Party", el 10 de julio de "The Beauty of the Duty". y el 11 de octubre "Naming Names".
El álbum se editó en formato digital el 7 de julio de 2024, mientras que las copias físicas en CD y LP se editaron a mediados de agosto.

## Temas
Si bien sus anteriores álbumes han tenido un marcado contenido político anticapitalista y feminista, en Un-American Activities este enfoque esta más marcado, en un contexto de ascenso de la extrema derecha en Europa. De esta forma, el álbum habla sobre diferentes críticas políticas hacía distintos aspectos de la actualidad, como la inacción de la comunidad internacional ante la guerra de Palestina, y se ha sugerido que el lanzamiento del álbum cercano a las elecciones en Francia de 2024, haya sido con la intención de influir en el discurso político del momento. El crítico Fernando Curto en una reseña dijo que es el álbum de temática más politizada de Nilsson hasta el momento.

## Portada
La portada de Un-American Activities trajo consigo varios cambios dentro del arte en los álbumes de Molly Nilsson, siendo en este caso la primera vez que usa colores y una foto suya, aunque censurada con un rectángulo negro, la foto además tiene los números 121484, su fecha de nacimiento. La portada es obra de DMV de Santa Mónica, California.

## Crítica
Un-American Activities recibió críticas favorables. En Bandcamp la descripción del álbum dice: "continúa explorando sobre el poder, la libertad, la opresión y su fuerza opuesta, un amor sin límites", finalizando sobre su nuevo y temporal lugar de trabajo que "también es una carta envenenada de doble filo: una crítica a las nuevas formas de opresión ejercidas por su país adoptivo temporal, los Estados Unidos, pero también un reconocimiento de la promesa que siempre ofrece pero nunca cumple".
El sitio web Indienauta le dio un pontaje de 8/10 diciendo: "Molly Nilsson entrega su colección de canciones más política en Un-American Activities, otro estupendo trabajo en donde su synth pop se expande hacia otro tipo de sonidos y nos deja ver una faceta más ecléctica de la artista sueca". La temática política del álbum también fue resaltada por Bill Pearis: "No estoy seguro de si hubiera captado el concepto del álbum si no hubiera leído las notas del álbum, pero no se puede pasar por alto la ira y la inclinación socialista en las letras, como en "Excalibur": 'Olvídate de Las Vegas / Lo que perdimos en la ruleta / Apostamos al rojo / Y ahora no hay forma de rendirse'" concluyendo que "estas invectivas políticas empoderadoras, como "Excalibur", "Jackboots Return" y "Palestine (Somewhere Over the Rainbow)", se entregan a través del estilo minimalista muy pegadizo habitual de Nilsson y su voz multipista estilo pandilla hace que cada estribillo sea un llamado a las armas memorable".
Noe Rivas ha señalado una nueva evolución musical en Un-American Activities: "se aventura por territorios musicales inexplorados hasta ahora por la artista, sin perder por ello su esencia característica", además, la música se desarrolla más sobre ritmos más bailables, con una complejización en su estructura, pero que coexiste con el synth-pop y lo-fi característico de Nilsson.
Una nota del sitio web Muzikalia escrita por Luis Moner hace hincapié en ciertas novedades del álbum, como la portada en colores y su deseo de explorar nuevos estilos y expandir los horizontes. La nota señala también que en: "«The Communist Party» hay ecos del «Vogue» de Madonna, teclados house noventeros y samplers de panfletos anticomunistas, para terminar el disco con elegantes arreglos a lo Front 242 en «Point Doom». Un excelente ejemplo de que el baile y la política, cuando hay talento, hacen buenas migas".
El sitio web Kexp argumentó que la fusión de la música con las temáticas políticas: "da como resultado uno de los discos más singulares de Molly", además de considerarlo como "otro sólido álbum de synth-pop de ensueño impregnado [de música] de los años 80 y art-pop carismático y vaporoso que combina su voz brillante, composiciones antémicas y fondos caleidoscópicos con una narrativa conceptual distintiva".

## Lista de canciones
Todas las canciones escritas y compuestas por Molly Nilsson. 
| Lado A |                                           |          |  |
| N.º    | Título                                    | Duración |  |
| 1.     | «Prologue - Proud Destiny» (Instrumental) |          |  |
| 2.     | «Excalibur»                               |          |  |
| 3.     | «Palestine»                               |          |  |
| 4.     | «Jackboots Return»                        |          |  |
| 5.     | «Wetcheeks»                               |          |  |

| Lado B |                          |          |  |
| N.º    | Título                   | Duración |  |
| 6.     | «Naming Names»           |          |  |
| 7.     | «Red Telephone»          |          |  |
| 8.     | «The Communist Party»    |          |  |
| 9.     | «The Beauty Of The Duty» |          |  |
| 10.    | «Point Doom»             |          |  |

## Créditos
- Molly Nilsson: sintetizadores, voz, composición, arreglos y producción.